# Harry Chapin
Harry Forster Chapin (Nueva York, 7 de diciembre de 1942 - Nueva York, 16 de julio de 1981) fue un cantante y compositor estadounidense conocido por composiciones de rock como "Taxi", "W * O * L * D" y la exitosa "Cat's in the Cradle" (atribuida erróneamente a Cat Stevens en algunas ocasiones). Chapin fue también un filántropo comprometido a luchar contra el hambre en el mundo, por haber inspirado a los proyectos de la industria musical, como USA for Africa, Live Aid y Hands across America. Murió el 16 de julio de 1981 a los 38 años y en el apogeo de su carrera, de un ataque al corazón después de un terrible accidente automovilístico.

## Discografía
- Chapin Music! (1966, Rock-Land Records)
- Dead & tales (1972, Elektra)
- Sniper and other love songs (1972, Elektra)
- Short Stories (1973, Elektra)
- Verities & Balderdash (1974, Elektra)
- Portrait gallery (1975, Elektra)
- Greatest stories live (1976, doble album, Elektra)
- On the road to kingdom come (1976, Elektra)
- Dance band on the Titanic (1977, doble album, Elektra)
- Living room suite (1978, Elektra)
- Legends of the lost and found (1979, doble album, Elektra)
- Sequel (1980, Boardwalk Records)
- Anthology of Harry Chapin (1985, Elektra)
- Remember when the music (1987, Dunhill Compact Classics)
- The gold medal collection (1988, Elektra)
- The last protest singer (1988, Dunhill compact classics)
- Harry Chapin tribute (1990, Relativity record)
- The bottom line encore collection (1998, Bottom Line / Koch)
- Story of a life (1999, Elektra)
- Storyteller (1999, BOA Records)
- Onwards and upwards (2000, Harry Chapin Foundation)
- VH1 behind the music: the Harry Chapin collection (2001, Elektra)
- The essentials (2002, Elektra)
- Classics (2003, Warner special products)
- Heads and tales / Sniper and other love songs (2004, Elektra. Reedición de doble CD de los dos primeros álbumes con canciones extras )
- Introducing… Harry Chapin (2006, Rhino Records)